# トールビョルン・ロッケン
トールビョルン・ロッケン（Torbjørn Løkken、1963年6月28日 - ）は、ノルウェー、オップラン県リレハンメル出身の元ノルディック複合選手。1980年代に国際大会で活躍した。

## プロフィール
1984-1985シーズンにノルディック複合・ワールドカップにデビュー、総合8位となった。
1986-1987シーズンにはシーズン3勝をあげ、ワールドカップ総合優勝、1987年ノルディックスキー世界選手権個人で金メダルを獲得、団体でも銀メダルを獲得した。
1987-1988シーズンもワールドカップ2勝、カルガリーオリンピックでは個人6位入賞、団体4位だった。このシーズン終了後一旦現役を離れ、1989-1990シーズンに復帰、12月16日に9位となったもののモチベーションの低下を理由に再び現役を退いた。
ロッケンはノルウェースポーツ科学大学で学んだ。
現役引退後、アルコール依存、薬物依存に長年苦しんだことを2007年11月に雑誌のインタビューで明らかにした。